# Porto Novo, Kap Verde
Porto Novo är en kommunhuvudort i Kap Verde.   Den ligger i kommunen Porto Novo, i den nordvästra delen av landet, 280 km nordväst om huvudstaden Praia. Porto Novo ligger 9 meter över havet och antalet invånare är 5 580. Den ligger på ön Santo Antão.
Terrängen runt Porto Novo är varierad. Havet är nära Porto Novo åt sydost. Närmaste större samhälle är Mindelo, 16,9 km sydost om Porto Novo. 